# Kirtland (Nuovo Messico)
Kirtland è un comune degli Stati Uniti d'America, situato nello stato del Nuovo Messico, nella contea di San Juan.
La località è stata classificata come census-designated place fino al gennaio 2015.